# Arnac-la-Poste
Arnac-la-Poste è un comune francese di 1 045 abitanti situato nel dipartimento dell'Alta Vienne nella regione della Nuova Aquitania.

## Società

### Evoluzione demografica
Abitanti censiti